# NGC 5641
NGC 5641 (również PGC 51758 lub UGC 9300) – galaktyka spiralna z poprzeczką (SBab), znajdująca się w gwiazdozbiorze Wolarza. Odkrył ją Édouard Jean-Marie Stephan 4 czerwca 1880 roku. Jest to galaktyka z aktywnym jądrem typu LINER.